# شهرستان خودمختار سانجیانگ دونگ
سانژیانگ (به لاتین: Sanjiang Dong Autonomous County) یک سکونتگاه مسکونی در جمهوری خلق چین است که در لیوژو واقع شده‌است.

## خصوصیات
سانژیانگ ۲٬۴۲۹٫۷۲ کیلومترمربع مساحت و ۲۹۷٬۲۴۴ نفر جمعیت دارد.